# Thông công (Đạo Cao Đài)
Thông công trong tôn giáo Cao Đài là những cách thức nhằm giao tiếp với thế giới siêu tự nhiên như xây bàn, cầu cơ, chấp bút (gọi tắt là cơ bút)... Các phương tiện để sử dụng phép thông công được xem là những Bửu Pháp, tức những vật dụng tôn quý, của tôn giáo này.
Trong Tòa Thánh Tây Ninh, thánh địa quan trọng nhất của đạo Cao Đài, khoảng trống giữa bàn thờ Thượng đế và Ngai Giáo Tông được gọi là Cung Đạo. Đây là nơi các chức sắc cao cấp ngày trước cầu cơ giao tiếp với cõi thiêng liêng. Đứng tại đây nhìn thẳng lên trần Thánh điện, sẽ nhìn thấy biểu tượng của các Bửu Pháp này.

## Những cách thức thông công của đạo Cao Đài

### Xây bàn (xoay bàn)
Phương pháp thông công đầu tiên của đạo Cao Đài xuất hiện trong những ngày đầu mới khai đạo đó là phương pháp xây bàn, một cách thức tiếp xúc giữa thế giới trần tục và cõi vô hình bắt nguồn từ phong trào Thần linh học của phương Tây khá thịnh hành lúc bấy giờ. Dụng cụ của phương pháp này là chiếc bàn ba chân. Khi cần giao tiếp với thế giới siêu tự nhiên, sẽ có nhiều người (số người không giới hạn) ngồi xung quanh bàn, đặt các bàn tay úp lên bàn rồi cùng cầu nguyện, hoặc đọc một bài thơ có nội dung xin được tiếp xúc với các linh hồn ở cõi thiêng liêng. Khi cơ giáng, tức là có một linh hồn nào đó muốn giao tiếp, thì bàn chuyển động và gõ chân xuống nền nhà. Theo qui ước truyền thống ở Việt Nam, bàn gõ một nhịp là muốn nói mẫu tự A, hai nhịp là Ă, ba là Â v.v. Cứ như thế, các mẫu tự sẽ ghép lại thành từ ngữ rồi thành bài văn hay thơ. Trong số các đệ tử đầu tiên của Cao Đài thì ba ông Cao Quỳnh Cư, Cao Hoài Sang và Phạm Công Tắc đã dùng cách này để liên lạc với thế giới thiêng liêng.

### Tiểu Ngọc Cơ
Phương pháp thông công thứ hai trong đạo Cao Đài là Tiểu Ngọc Cơ. Đây cũng là hiện tượng cầu cơ rất phổ biến ở các nước phương Tây. Người ta dùng một miếng gỗ nhỏ có hình quả tim, có thể lắp thêm bi lăn ở dưới đế cho dễ di chuyển. Đó là cơ. Cơ lại được đặt lên một bảng chữ cái Latinh. Khi cầu cơ, cần có hai người đặt ngón trỏ lên trên cơ sau đó người ta cầu nguyện giống như khi xây bàn. Khi có một linh hồn nào nhập vào, cơ sẽ di chuyển vòng tròn (thường là ngược chiều kim đồng hồ nếu ở Việt Nam). Mũi nhọn của trái tim (cơ) chỉ vào mẫu tự nào thì người ta sẽ ghi chép mẫu tự đó để ghép lại thành văn bản. Nhiều đệ tử khác trong Đạo Cao Đài đã dùng cách này và gọi đó là Tiểu Ngọc Cơ.

### Đại Ngọc Cơ
Phương pháp cầu cơ thứ ba của đạo Cao Đài đó là Đại Ngọc Cơ. Đại Ngọc Cơ là một dụng cụ rất đặc trưng của Đạo Cao Đài. Đây là một chiếc giỏ đan bằng tre hoặc mây, trên miệng giỏ có một thanh gỗ (thường là bằng cây dâu) gác ngang qua tâm. Một đầu thanh gỗ vươn dài ra bên ngoài, tận cùng được khắc thành hình đầu chim loan. Đây chính là bút để viết. Khi sử dụng, giỏ có tư thế úp miệng xuống và có hai người nâng miệng giỏ. Sau đó người ta cũng cầu nguyện xin được giao tiếp. Lúc cơ giáng, đầu chim loan sẽ viết xuống mặt bàn, hoặc có khi viết lên mặt giấy. Do các cách tiếp xúc như xây bàn hoặc dùng Tiểu Ngọc Cơ thường rất chậm, một bài văn có khi mất cả đêm, nên các đấng thiêng liêng đã dạy các đệ tử Cao Đài tạo ra Đại Ngọc Cơ để nhận thông tin nhanh hơn và nhiều hơn.

### Chấp Bút
Phương pháp cầu cơ thứ tư của đạo Cao Đài đó là chấp bút. Đây là một cách thông công dành cho các chức sắc cao cấp trong Đạo Cao Đài. Theo tài liệu ghi nhận được thì chỉ có một vài đệ tử đầu tiên là được thiêng liêng cho phép áp dụng cách này. Trong số đó cụ thể nhất là Đức Hộ pháp Phạm Công Tắc. Theo cách này, người sử dụng lấy một xấp giấy, đánh số thứ tự vào các mặt giấy rồi đặt ngay trước mặt mình. Sau đó quỳ trước bàn thờ, dùng tay thuận của mình nâng một cây bút (không bắt buộc phải là bút gì) ngang mày và cầu nguyện. Nếu có hiện tượng giáng bút, tay cầm bút sẽ bị tê rần lên và sẽ tự động hạ xuống viết lên mặt giấy. Lúc này người viết rơi vào trạng thái nửa tỉnh thức, nửa mê man. Khi viết hết một mặt giấy, tay còn lại sẽ tự động lật giấy sang trang để tay cầm bút viết tiếp. Chính vì thế mà phải đánh số trang trước, để khi viết xong, người viết tỉnh lại dễ theo dõi.

### Xuất chơn thần
Cách thông công cuối cùng là xuất chơn thần. Đây là cách thông công cao cấp nhất trong Đạo Cao Đài. Trong cách này, người sử dụng tiếp xúc trực tiếp với thế giới thiêng liêng bằng tư tưởng. Hiện không có tài liệu chính thức nói rõ về cách thức này. Qua các Thánh Ngôn, chỉ thấy nói là có cách luyện Tam Bửu. Tín đồ muốn luyện tam bửu phải hoàn thành Tam Lập trước khi vào Tịnh thất để luyện đạo. Khi luyện thành Tam Bửu, con người có thể xuất chơn thần (hay còn gọi là xuất vía hoặc xuất hồn) ra khỏi thân xác để thông công cùng các đấng Thiêng Liêng trong cõi giới vô hình. Người làm được phương pháp này theo các tài liệu chỉ có các vị chức sắc cao cấp nhất của đạo Cao Đài như Hộ pháp Phạm Công Tắc v.v.

## Những đồng tử
Dù là cách nào đi nữa, thì yếu tố quan trọng nhất vẫn là người thực hiện. Trong Cao Đài Giáo, những người thực hiện được các cách giao tiếp nói trên thường được gọi là các đồng tử và không phải ai cũng có thể là đồng tử. Đặc biệt chỉ có một số đồng tử nhất định có thể nhận lời truyền dạy từ Thượng đế, những vị này được gọi là Ngự Mã Quân. Lúc mới mở Đạo, Thượng đế đã giáng cơ lập ra cặp đôi đồng tử. Các vị này đem Đại Ngọc Cơ đi đến nhiều nơi ở Việt Nam để các đấng thiêng liêng giáng cơ thu nhận tín đồ. Sau đó, vì phương pháp thông công bị lạm dụng quá nhiều, nên từ năm 1927 đã có lệnh ngưng cầu cơ rộng rãi ngoài các tín đồ. Riêng Hội Thánh Đại Đạo Tam Kỳ Phổ Độ Tòa Thánh Tây Ninh vẫn được phép thực hiện cầu cơ cho đến năm 1978. Từ năm 1978, chính quyền Việt Nam bắt đầu chính sách kiểm soát tôn giáo nhất là Cao Đài nên việc cầu cơ đã bị chính quyền cấm hẳn.

## Phân loại cơ
Dù cầu cơ là một trong những phép thông công quan trọng để hình thành tôn giáo Cao Đài, nhưng trong quá trình phát triển, các giáng cơ đều không thể kiểm chứng mức độ xác thực của chúng. Nhiều giáng cơ gây nên những tranh cãi, dẫn đến những bất đồng, mâu thuẫn nghiêm trọng giữa các tín đồ. Các tín đồ Cao Đài thường phân loại các giáng cơ thành Tiên Cơ, Tà Cơ và Nhơn Cơ.

### Tiên Cơ
Khi cầu cơ và nhận được những bài văn, thơ hay, hoặc lời giảng đạo uyên thâm, thì những bài cơ này được xem là có nguồn gốc Tiên Cơ.

### Tà Cơ
Khi những bài cơ ẩn chứa những ý đồ xấu, hoặc có lời lẽ không đạo đức xúi giục người tranh chấp với nhau, đó là hiện tượng Tà Cơ.

### Nhơn Cơ
Khi không có đấng thiêng liêng nào giáng mà đồng tử lại tự động điều khiển cơ nói ra ý nghĩ của chính mình, đó là Nhơn Cơ.
Tuy nhiên, ranh giới giữa ba loại rất mong manh, rất khó phân biệt và tùy thuộc nhiều vào quan điểm của tín đồ hoặc Hội Thánh mà tín đồ đó tham gia.